# Nagyhódos
Nagyhódos község Szabolcs-Szatmár-Bereg vármegyében, a Fehérgyarmati járásban.

## Fekvése
A vármegye keleti részén, a magyar-ukrán határ mentén fekszik, a Túr mellett, annak bal partján; központjától alig 3 kilométerre keletre található Magyarország, Románia és Ukrajna hármashatára.
A szomszéd települések a határ magyar oldalán: délkelet felől Garbolc, dél felől Méhtelek, délnyugat felől Rozsály, nyugat felől pedig Kishódos. Északkelet felől a legközelebbi település az ukrajnai Nagypalád (Велика Паладь).

### Megközelítése
A településen végighalad, nagyjából délkelet-északnyugati irányban a 4143-as út, közúton az ország belseje felől csak ezen érhető el, a két végponti település, Gacsály vagy Tiszabecs irányából. Az országhatár felé a 41 133-as számú mellékút vezet, melynek folytatása ukrajnai területen az M 26-os számozást viseli. 
Vasútvonal nem érinti, a legközelebbi vasúti csatlakozási pontok Zajta vasútállomás vagy Rozsály megállóhely a MÁV Nyíregyháza–Mátészalka–Zajta-vasútvonalán.

## Története
Nagyhódos az 1470-es évek előtt a Gachály család birtoka volt. 1470-ben Csató Gergely kapott részbirtokot Magyar-Hodoson. Az 1400-as évek második felében a Rosályi Kún család és a Drágfi család volt birtokosa. 1458-ban Pálfalvi Burián László és Remethey Lőrincz szerezték meg egyes részeit. 1601-ben Mezőszentmiklóssy János nyert rá királyi adományt. A település az 1700-as években tönkrement, még 1791-ben is csak hat rendes gazda lakott benne. A 18. században a Becsky család és rajtuk kívül még a Maróthy család, valamint a Lipcsey, a Rhédey és a Szilágyi családok
voltak birtokosai.

## Közélete

### Polgármesterei
- 1990–1994: Krakkó Adolf (független)[3][4]
- 1994–1998: Krakkó Adolf (független)[5][6]
- 1998–2002: Krakkó Adolf (független)[7][8]
- 2002–2006: Krakkó Adolf (független)[9][10]
- 2006–2010: Krakkó Adolf (független)[11]
- 2010–2014: Krakkó Adolf (Fidesz–KDNP)[12]
- 2014–2019: Krakkó Adolf (Fidesz–KDNP)[13]
- 2019–2024: Krakkó Adolf (Fidesz–KDNP)[14]
- 2024– : Krakkó Károly (Fidesz–KDNP)[1]

## Népesség
A település népességének változása:
| Lakosok száma | 109  | 113  | 117  | 118  | 114  | 118  | 110  |
|               | 2013 | 2014 | 2015 | 2021 | 2022 | 2023 | 2024 |

2001-ben a község lakosságának közel 100%-a magyar nemzetiségűnek vallotta magát.
A 2011-es népszámlálás során a lakosok 100%-a magyarnak, 5% cigánynak mondta magát (a kettős identitások miatt a végösszeg nagyobb lehet 100%-nál). A vallási megoszlás a következő volt: római katolikus 4%, református 89%, görögkatolikus 6%, evangélikus 1%
2022-ben a lakosság 83,3%-a vallotta magát magyarnak, 1,8% cigánynak, 1,8% ukránnak, (15,8% nem nyilatkozott; a kettős identitások miatt a végösszeg nagyobb lehet 100%-nál). Vallásuk szerint 57% volt református, 7,9% görög katolikus (35,1% nem válaszolt).

## Nevezetességei
- Református templom – még a reformáció előtti időkből való gótikus épület volt. Az 1894-ben felvett historia domus szerint a templomot 1791-ben renoválták; ugyanez a forrás 1797. évi újjáépítésről is ír. „1829-ben a templomhoz fatorony emeltetett”, 1835-ben „díszes kar épült”. 1848-ban hozzáfogtak a templom javításához és kőtorony építéséhez, mely csak 1894-ben készült el. A templom belső terében csillagokkal díszített egyszínű deszkamennyezet, a neoklasszicista torony felőli – nyugati – oldalon fakarzat, díszes mellvéddel, a déli oldalon falazott szószék és fűrészelt-faragott szószékkorona található.[18]